# 富士山大規模落石事故
富士山大規模落石事故（ふじさんだいきぼらくせきじこ）とは、1980年（昭和55年）8月14日午後1時50分ごろに富士山の山頂付近（山梨県側）で落石が発生、吉田ルートの登（下）山道を転がった落石が八合目から六合目にかけて多数の登山者を巻き込んだ事故である。この事故による死者12人、負傷者は29人を数え、国内の落石事故史上最悪の惨事となった。

## 経過
落石は、頂上の八神峰のひとつである久須志岳付近の岩場で二度にわたり発生した。直径1 - 2メートル (m) の巨石50 - 60個が左右に広がりながら一直線に滑り落ち吉田大沢に向かった。雪崩のように広がった落石は本八合（標高3,300 m）付近で吉田砂走りに自然発生的にできた下山道を直撃し、八合目（標高3,100 m）にかけて多数の登山者を巻き込みながらなぎ倒したのち、六合目と七合目の中間付近で再び登山道に合流し、ここでも下山者を襲った。落石は吉田砂走りの小石を巻き込みながら、最終的に標高差1,400 mを転げ落ち五合目付近まで達した。地震などの前触れがなく突発的に発生したため、不意をつかれたことから被害は拡大し、死者12人、重軽傷者29人の惨事となった。落石発生当時、現場に居合わせた和歌山県赤十字特別救護隊が応急救護活動を展開したほか、山梨県警察が富士吉田警察署を中心に編成した150人の救助隊と、陸上自衛隊北富士駐屯地の隊員及び難を逃れた登山者や付近の山小屋関係者が救助に当たった。死傷者は、県警と富士五湖消防本部が4つの病院に搬送した。検視の結果、死者の多くは頭部を潰されて即死の状態であった。

## 原因
当日の気象は好天で風速は6m程度であり、また地震や火山活動など落石の引き金となる事象はなかった。落石は人為的に引き起こされることもあるが、最初の崩落が発生した場所は登山道から離れていたため自然発生によるものとみられている。富士山は噴火のたびに火山礫、火山灰、溶岩が幾重にも重なってできた成層火山のため地層は脆弱であり、落石の危険自体は常に存在していた。
この年4月には50年に一度と言われる大規模な雪崩、「4・14雪崩」が発生している。八合目付近で発生したこの雪崩は沢筋の雪や土砂、原生林を巻き込み五合目まで達し富士スバルラインも寸断。高度差1,300 m、長さ3,000 m、幅1,000 mに及び、流出した雪と土砂はおよそ30万m2と推定されている。ただでさえ落石が起きやすい地質に加えて、こうした雪崩で表面がさらに浸食され、露出した岩石がますます不安定になったところに少雨が続き、岩石を支えていた火山灰や火山礫が乾燥して保持力が落ち、山頂付近に吹いた強風が加わってバランスを失い自然に崩落したものとみられている。この年は富士山が生まれたとされる庚申（かのえさる）の年であり、60年に一度の「御縁年」であることから例年の数倍の登山者が押し寄せごった返していたことも、被害を拡大させた。
本事故後、吉田大沢の砂走りは立入禁止となった。

## 被害者への事後の対応
1980年9月16日、日本の行政組織側は「予測できない落石により発生した"異常な自然現象"による災害と認定して、「災害弔慰金の支給等に関する法律」に基づいて最高限度額を支払うと決定した（その内容としては、当該法律の内容により、死者にのみ弔慰金を支給し、世帯主が200万円、扶養家族100万円であった）。
この落石事故では、富士山登山道で発生した落石事故は「交通事故」として扱うべきか否かで、損害保険業界において議論となった。損害保険会社は通常、登山道は「道路」として扱わない。しかし、この事故においては、登山道が道路として認められ、交通事故であったとして交通傷害の保険金が支払われた。異例の対応の理由として、被害者の中に、損害保険会社を監督する官庁である大蔵省と何らかの関係にある者がいたためである、という噂が流れた。当時、日本の損害保険業界は「積立ファミリー交通傷害保険」の販売に注力していたため、損害保険会社は、この事故における保険金支払いの実績を、保険商品の宣伝のために利用した。

## 影響
山梨県警は1980年の「県警10大ニュース」の1位に司ちゃん誘拐殺人事件を、2位に本事故をそれぞれ選出した。また石津謙介は、本事故の直後（8月）に立て続けに発生した同年の三大災害（静岡駅前地下街爆発事故・新宿西口バス放火事件）を指し、「一富士二鷹三茄子」とかけた造語「一富士、二地下、三バスビ」を生み出した。